# Onthophagus solivagus
Onthophagus solivagus es una especie de insecto del género Onthophagus, familia Scarabaeidae, orden Coleoptera.
Fue descrita científicamente por Harold en 1886.